# CRT zaslon
CRT (od engleskog: "Catode Ray Tube") računalni, TV ili druga vrsta zaslona (ekrana, monitora) temeljena na staklenoj katodnoj cijevi . Veličina zaslona izražava se dužinom dijagonale, uobičajeno u inčima. Standardne veličine dijagonale računalnih i televizijskih CRT zaslona i pripadajuće najveće razlučivosti bile su:
(320 x 200) - (CGA)
640 x 480 - 14" (VGA)
800 x 600 - 14-15"
1024x 768 - 15"
1152x 864 - 15-17"
1280x1024 - 17"
1600x1200 - 18"
1920x1440 - 18"
a rijetko i više, uglavnom za televizore. Odnos stranica (Aspect Ratio) 4:3.  Za posebne namjene (registar kase, instrumenti i dr.) izvođeni su i s manjim dijagonalama, ponekad u crno-bijeloj izvedbi. 
Specifično je za CRT zaslone, da zbog veće brzine gašenja ili promjene boje piksela daju pojačan dojam titranja slike pri niskim frekvencijama osvježavanja slike (Refresh Rate), pa zbog sprječavanja umora očiju zahtijevaju više frekvencije od LCD zaslona (poželjno 85 Hz ili više).
Za razliku od LCD zaslona, optimalna razlučivost CRT-a ne mora biti jednaka maksimalnoj, a promjena razlučivosti ne kvari oštrinu crtanja kao kod LCD-a.
Zbog obujma i težine (osobito većih monitora), smatra se zastarjelim i zamjenjuje se LCD zaslonima, koji se izvode i za veće dijagonale i razlučivosti, u novije vrijeme sve češće u "widescreen" izvedbi.